# 福山市立城東中学校
福山市立城東中学校（ふくやましりつじょうとうちゅうがっこう）は広島県福山市東深津町三丁目にある男女共学の公立中学校。

## 沿革

### 分校時代
- 1947年4月1日 - 新制中学校発足に伴い、春日村立春日中学校と大津野村立大津野中学校、引野村立引野中学校および市村立市村中学校が開校。
- 1949年4月1日 - 市村大津野村春日村坪生村引野村学校組合立培遠中学校が開校され、同時に分校として引野教場と市村教場および大津野分校を設置。
- 1954年4月1日 - 大津野分校が大津野村立大津野中学校として分離独立。同日に市村春日村坪生村引野村学校組合立培遠中学校と改称。
- 1955年3月31日 - 深安郡春日村と同郡坪生村および同郡大津野村が対等合併して同郡深安町を新設。同日、深安町市村引野村学校組合立培遠中学校と改称。

### 独立以降
- 1956年1月1日 - 市村引野村学校組合立城東中学校として、深安町市村引野村学校組合立培遠中学校から分離独立。同日に、分離元である培遠中学校は、学校組合を解散して深安町立培遠中学校と改称。
- 1956年9月30日 - 深安郡市・引野両村が福山市に編入されたことに伴い市村引野村学校組合は解散し、福山市立城東中学校に改称。
- 1960年10月14日 - 現在地（当時の所在地表示は福山市東深津町356番地）に移転。
- 1981年 - 周辺の区画整理完成に伴い所在地表示が変更。
- 1984年4月1日 - 生徒数増加対策として福山市立一ツ橋中学校が分離開校。
- 1991年11月25日 - 住居表示実施により現在の所在地表示に改正。

## 校名の由来
- 福山城跡の東方にあることから。

## 概要
- 深安郡市・引野両村は新学制施行（1947年）当初は村ごとに中学校を有していたが、財政難などにより1949年福山市東方の深安郡5ヶ村（他に大津野・春日・坪生）が学校組合を結成して培遠中学校を設置し、その市村教場、引野教場に格下げされた。この学校組合は変遷が激しく、解消までに市村大津野村春日村坪生村引野村学校組合→市村春日村坪生村引野村学校組合→深安町市村引野村学校組合と変わった。
- 市・引野両村がその学校組合から離脱したのは昭和の大合併で福山市東方の深安郡5ヶ村統合構想が福山市編入派（市・引野）と新自治体結成派（大津野・春日・坪生）に分かれてしまい破綻したことが背景にある（大津野・春日・坪生各村は1955年3月31日統合して深安郡深安町〔1962年1月1日福山市に編入〕に移行）。当然学校設立時点では福山市外だったが、「城東中学校」という名称にしたのは間近い福山市編入をにらんだものと思われる。
- 市・引野両村は福山市編入時点では田園地帯だったが、1960年代中期以降日本鋼管の進出や宅地開発、区画整理、国道182号（1970年以降は国道314号重用）バイパス建設が契機になって急速に都市化が進展し、生徒数も急増した。そのため、1984年に福山市立一ツ橋中学校が分離開校した。
- なお、城東中学校は福山市東深津町三丁目に所在するが、福山市東深津町三丁目は福山市立深津小学校・福山市立東中学校の学区になっており、学区外に学校があるという珍しい形態をとっている（但し許可を得れば福山市東深津町三丁目居住者は東中学校ではなく城東中学校に進学することも可能である）。

## 学区
- 特別の事情がない限り福山市立蔵王小学校の児童全員と福山市立緑丘小学校の児童の一部が進学することになっている。各小学校の学区は以下の通りである。

福山市立蔵王小学校区
- 蔵王町（住居表示未実施地域の一部を除く）
- 南蔵王町（二・三丁目の全域と一・四・五丁目の各一部）

福山市立緑丘小学校区
- 春日町五丁目16～23番街区
- 引野町（一・二丁目の全域、住居表示未実施地域の一部）

※引野町三～五丁目の各一部も学区にはなっているが人家は全くない。
- 引野町北（一～三丁目の全域及び四・五丁目の各一部）

- 南蔵王町（五丁目の一部、六丁目全域）

なお、福山市立深津小学校区の東深津町3丁目全域は、福山市立東中学校から指定学校を変更し福山市立城東中学校に通学できる。

## 学区の地理

### 主要施設
- JR山陽本線東福山駅
- 福山市民病院
- 福山地方卸売市場
- 山陽自動車道福山東IC

### 自然景観
- 蔵王山

### 教育機関（小学校以上）
- 福山市立蔵王小学校
- 福山市立緑丘小学校
- 福山市引野小学校

## アクセス
- 鉄道での最寄駅はJR山陽本線東福山駅。徒歩で15分ほど。
- バスでは井笠バス.C公園前バス停（メモリアルパーク北側の市道にあるバス停）か高崎バス停（国道182号〔国道314号重用〕にあるバス停）が最寄になる。いずれも徒歩5分ほどで着く。